# ماه فیروزان
ماه فیروزان، جز توابع بخش مرکزی شهرستان شیراز در استان فارس ایران است. در طرح توسعه شیراز، مسئولین استانداری فارس و همین‌طور اهالی این شهرک خواهان الحاق به شهرداری منطقه ۷ شیراز شده‌اند. طرح الحاق این شهرک جدید در شورای شهر شیراز تصویب شد.

## جمعیت
این شهرک در منطقه کفترک قرار داشته‌است و براساس سرشماری مرکز آمار ایران در سال ۹۹، جمعیت آن ۴۹۸۰۰ نفر (۲۳۴۰خانوار) بوده‌است.